# 落葉松 (小林秀雄)
『落葉松』（からまつ）は、小林秀雄の歌曲。1973年（昭和48年）初演。のちに合唱曲やピアノ曲へも編曲された。

## 概説
1972年（昭和47年）秋、小林は翌年春に開催予定の第9回波の会コンサートのために、主宰者であるアルト歌手・四家文子から同会の副会長を務めた野上彰を追悼するための作曲依頼を受ける。四家から野上の遺稿を手渡された小林は、その中の『落葉松』という詩に目を留めた。
野上は、師事した川端康成の山荘がある軽井沢に足繁く通い、詩作の多くに浅間高原の自然や小動物が登場する。この詩は野上が、1945年（昭和20年）秋に書いたもの（もしくはそのイメージで書かれたもの）であり、1959年（昭和34年）出版の野上の小説「軽井沢物語」の巻末に掲げられている。小林は「私にとっても上州は父方の祖先墳墓の地であり、少年時代から父に連れられて通った落葉松林の四季折々の風情が、この詩を前にして鮮やかに浮かび上がり激しい感動を覚え、独唱とピアノのための初稿を一気に書き上げた。」としている。
初演は1973年（昭和48年）4月24日、ソプラノ＝小林久美（小林秀雄の妻）、ピアノ＝鷹取淑子により行われ、「高い評価を得た」。四家はこの曲のレッスンの際、突然絶句して涙を拭ったという。
以後、日本歌曲として愛唱されたこの曲は1976年（昭和51年）、鎌倉女子大学教授・蓑田良子の勧めにより女声合唱に編曲され、その後、混声合唱、男声合唱、ピアノ曲としても編曲され、作曲から40年以上たった現在でも広く演奏され続けている。もっとも、実際の演奏に際して小林は「野上氏の名吟に導かれて生まれた<この音楽>は、五線紙を前にした私に囁きかけた。「人の心の深い奥底を見つめ、ぼくは、この曲の声のパートの始まりを、遠くからやって来ることにするよ」と。だから私は歌い出しにppと書かせてもらった。しかるにfやffで歌い始める唱者、奏者の何と多いことだろう!独唱も合唱も、奏者の多くは、なぜ<声の誇示>にしか、関心がないのだろう?」と、自らの意図からかけ離れた演奏が多いことを嘆いている。

## 合唱曲集
表題曲を含む全4曲の合唱曲集として1976年から1980年にかけて作曲された。女声合唱版の出版は1982年（昭和57年）、混声合唱版の出版は1984年（昭和59年）である。なお男声合唱版は表題曲のみの単曲の合唱曲として出版されている。なお、2000年に改訂されている。
出版譜の前書きで小林は「私は、歌詞や内容のすべてが聴衆に完全に伝わる、明るい音楽を創作の中心に据えます。そして、粗雑で軽薄な音楽を排します。」「「明るい、わかりやすい音楽を、正格な技術で演奏する。内容や心は、それに乗って滲み出てくる」。これが音楽です。」として、当時の合唱コンクール等に見られた「陰湿な精神主義」や「技術の拙劣さを心や情緒の話にすり替えてしまいます」といった風潮を厳しく批判している。

### 曲集構成
全4曲からなる。以下、改訂版の記載に基づいて述べる。
1. 飛騨高原の早春
ト長調。詩は岩間純。1971年作曲の独唱曲を1977年に女声合唱曲に編曲。ロンド形式。
8分音符=216のテンポ指示とともに、「この曲は軽快に速く、8分音符1個が1分間に216の速さで演奏して下さい」と、テンポ指示を厳守するよう付記がある。これについて小林は「テンポこそ、指揮者、奏者の発想や解釈すべての出発点であり、極論すればその音楽のあらゆる次元を決定するものといえよう」「本来、楽譜の題名の下にテンポに関するコメントなどを書くべきではない。しかし、それを百も承知で私が書いたのは、余りにも自己流の（既成概念での）テンポによる演奏が多いためである」「一般に合唱曲の演奏には、必要以上にねばる傾向が見うけられる。メトロノーム表示は絶対ではないが、あまりに差をつけてしまうと、詞・曲の内容や様式にマイナスとなることを、わきまえておきたい」[2]として、楽譜から離れた演奏に陥ることを厳しく戒めている（他の3曲にも、テンポ指示を厳守するよう付記がある）。
2. あなたと　わたしと　花たちと
ト長調。詩は峯陽。1976年に女声合唱曲として作曲。A-B-A'の三部形式を繰り返す。フォークソング調のこの曲は、ある若いカップルの結婚を祝って作られた"門出のうた"である。同時にまた"春のうた"でもある。[2]峯はこの詩を小林の家のグランドピアノの下に潜り込んで書いたという[4]。
3. 瞳
ト長調。詩は薩摩忠。1969年作曲の独唱曲を1980年に女声合唱曲に編曲。A-B-A'-B-A'の三部形式。「この曲は速さと表情の変化を明瞭に。」との指示がある。
4. 落葉松
ヘ長調。詩は野上彰。1972年作曲の独唱曲を1976年に女声合唱曲に編曲。女声合唱版は1981年（昭和56年）度全日本合唱コンクールにおいて課題曲として採用され、1985年（昭和60年）度NHK全国学校音楽コンクール高等学校部門においても課題曲として採用された。A-A'-B-A'の二部形式にのせ、ピアノの間奏を挟みつつ後半のB-Aを反復して終わる。オブリガートは取り除いて演奏しても「音楽の内容にとってマイナスにはならない」としつつも「オブリガートの最高音（B)が聴衆に与える感動は決定的である」[2]としている。
曲頭には「この曲は指定の速さを守り、大切に演奏して下さい。なお、8分音符と3連符を正確に区別して下さい」、ピアノのアウフタクトには「Cの音をペダルで残さずに」、8小節のピアノには「右手のひき方を正確に」等々、他の3曲にもまして正確に演奏するよう指示する旨の付記が随所にちりばめられている。巻末の解説でも「人心の深奥に働きかける佇まいの詩・曲であるが、センチメンタルに陥らぬ、起伏の明瞭な演奏を望む。ピアノの右手で刻む3連音符の和音は、各フレーズの詩の内容をこめて、正確に刻むこと」[2]と念を押している。

## 楽譜
全音楽譜出版社から出版されている。女声合唱版、混声合唱版は現在「改訂版」が流通している。